# AmsterdamFM
AmsterdamFM is een radio-omroep die radioprogramma's en podcasts maakt voor Amsterdam en omstreken. Veel programma's worden uitgezonden via Radio Salto.

## Achtergrond
AmsterdamFM is een productie van Stichting Onafhankelijke Nieuwsdienst Lokale Media (ONLM). De ONLM werd in 1988 opgericht, maar aanvankelijk onder de naam Stichting Toeristenradio Amsterdam. In november 1990 veranderde de naam in Stichting Onafhankelijke Nieuwsdienst Lokale Media. De stichting produceerde onder de naam Lokale Nieuwsdienst Amsterdam in eerste instantie alleen nieuwsbulletins voor de  Amsterdamse publieke zender SALTO. Later zijn de activiteiten uitgebreid en werden er ook actualiteitenprogramma's gemaakt. Daarnaast ging de ONLM zich richten op het verzorgen van Amsterdams enige kabelkrant, nadat De Telegraaf zijn kabelkrant Nieuwsnet 9 in de hoofdstad had stopgezet
De naam AmsterdamFM kwam pas rond de eeuwwisseling in beeld. Verschillende Amsterdamse programma-aanbieders sloegen de handen ineen om gezamenlijk AmsterdamFM te vullen. De ONLM verzorgde het nieuws en de actualiteiten. Andere deelnemers waren onder andere Mart, MVS Gaystation en A-FM.
De Kabelkrant van SALTO, en dus ook AmsterdamFM's bijdrage daaraan, hield in 2012 op te bestaan. In 2016 werd de stekker uit de nieuwsdienst getrokken en is de focus komen te liggen op programma's voor en door de inwoners van Amsterdam.
In het najaar van 2017 heeft AmsterdamFM een metamorfose ondergaan. De focus van AmsterdamFM ligt niet langer op nieuws en educatie, maar op cultuur in de breedste zin van het woord. De studio en redactie verhuisden van de OBA naar het Tropenmuseum en lanceerden een geheel vernieuwde cultuurprogrammering met aandacht voor onder meer literatuur, kunst, theater, muziek en diversiteit in Amsterdam.
In 2018 verhuisde de studio naar boekhandel Scheltema aan het Rokin. In 2020 kreeg AmsterdamFM een tweede studio in de Waalse Kerk waar ook buiten de openingstijden van de boekhandel uitzendingen gemaakt kunnen worden. 
Sinds 2022 zendt AmsterdamFM uit vanuit een studio boven lingeriezaak Triumph in de Kalverstraat en vanuit het Allard Pierson Museum.
Er zijn circa 25 medewerkers actief bij AmsterdamFM.

## Podcasts
Sinds 2019 produceert AmsterdamFM naast radioprogramma's ook podcasts. Veel van deze podcasts hebben een groot landelijk bereik. Populaire podcasts zijn SterrenStof, Wie Wat Bewaart en Moet je nou 's horen.

## Programma's
De meeste programma's worden tussen 10:00 en 17:00 uur uitgezonden en zijn als podcast terug te luisteren. Bij de populairste programma's horen de volgende:

### Sterrenstof
SterrenStof is een wetenschappelijk programma van AmsterdamFM over astronomie en ruimtevaart. Het wordt als podcast aangeboden en geproduceerd en gepresenteerd door Anco van Hal. In november 2022 werd SterrenStof genomineerd door de BNR Dutch Podcast Awards voor beste podcast in de categorie ‘Wetenschap & Educatie’.

### Moet je nou 's horen!
Moet je nou 's horen! is een maandelijks programma in samenwerking tussen AmsterdamFM en het Allard Pierson, waarin Irene Kuiper en haar gasten duiken in de collectie Uitvoerende Kunsten.

### De Mediaweek
Oscar van Oorschot en Nora van der Winden presenteren elke maandag tussen 16:00 en 17:00 De Mediaweek. Hierin bespreken zij al het relevante nieuws en de ontwikkelingen in de mediawereld. 

### DNAmsterdam
In DNAmsterdam spreekt Frans van der Beek elke week met zijn gasten over het 750-jarig bestaan van Amsterdam in 2025. Zo wordt er een Amsterdammer van de Week gekozen en wordt gezocht naar fenomenen die belangrijk zijn geweest voor de hoofdstad in de afgelopen 750 jaar. DNAmsterdam wordt elke donderdag om 16:00 uur uitgezonden. 

### Springvossen
In het programma Springvossen spreekt Robert van Altena iedere maandag één uur met één gast. In deze gesprekken staat het kunstwerk centraal. Springvossen wordt uitgezonden op dinsdag om 16:00 en is als podcast terug te luisteren. Springvossen is het langstlopende programma van AmsterdamFM.

### Wie Wat Bewaart
Dit programma besteedt aandacht aan de Amsterdamse musea en andere onderwerpen die het verleden aan het heden binden. Er wordt aandacht besteed aan tentoonstellingen en musea, maar ook kunstenaars komen aan het woord. Het programma is een samenwerking van AmsterdamFM en het Allard Pierson Museum. Wie Wat Bewaart wordt twee keer per maand gemaakt. De presentatie is in handen van Frans van der Beek en Jeroen de Vries.

### Festival FM
Festival FM is een pop-up programma van AmsterdamFM, waarbij live wordt uitgezonden vanaf grote culturele evenementen in de stad. In 2023 was Festival FM onder andere aanwezig bij Pride Amsterdam, het Grachtenfestival en het Amsterdam Dance Event. Dit programma heeft geen vaste uitzendtijd en wordt gemaakt in wisselende samenstelling. 

## Oud-medewerkers
Veel voormalig medewerkers van AmsterdamFM zijn doorgestroomd naar de landelijke media:
- Laïla Abid (NOS, BNR Nieuwsradio)
- Floris Alberse (VPRO, NRC Handelsblad)
- Wouter Bouwman (NPO Radio 1,ESPN)
- Willemijn Delwel (ANP, Qmusic, Radio 538, BNR Nieuwsradio)
- Channah Durlacher (RTL, VPRO, AVROTROS)
- Jo van Egmond (Radio 538, NPO Radio 1)
- Michiel Eijsbouts (VARA, RTL)
- Marieke Elsinga (Qmusic, RTL 4)
- Marieke Eyskoot (KRO-NCRV)
- Martijn de Greve (BNR Nieuwsradio, VARA,WNL,AT5)
- Robert van de Griend (Vrij Nederland, De Volkskrant)
- Petra Grijzen (BNR Nieuwsradio, Nieuwsuur)
- Sam Hagens (NH,RTL,Talpa)
- Elisa Hermanides (BNR Nieuwsradio)
- Wietze de Jager (Radio 538, SBS6)
- Beitske de Jong (NPO Radio 4)
- Frederique de Jong (BNR Nieuwsradio, NOS, Follow the Money)
- Jeroen van Kan (AT5, BNR Nieuwsradio, VPRO)
- Stephan Komduur (NPO Radio 1)
- Eva Koreman (Qmusic, NPO 3FM)
- Peter Leemeijer (Radio Noordzee, Wereldomroep, ANP, Radio 10, NPO Radio 4)
- Sophie van Leeuwen (Deutsche Welle, Wereldomroep, RTL, Financieel Dagblad, BNR Nieuwsradio)
- Frank van der Lende (NPO 3FM)
- Paul van Liempt (BNR Nieuwsradio, RTL Z)
- Iris van Lunenburg (Talpa)
- Thijs Maalderink (NPO Radio 2)
- Aïcha Marghadi (AT5, Ziggo Sport Totaal, NOS Studio Sport)
- Andries Makkinga (Ziggo Sport)
- Huib Modderkolk (NRC Handelsblad, De Volkskrant)
- Sjoerd van Ramshorst (NOS Studio Sport)
- Margreet Reijntjes (RTV Noord-Holland, NPO Radio 1 )
- Lara Rense (NPO Radio 1)
- Eveline van Rijswijk (NPO Radio 1)
- Anne-Marie Rozing (Qmusic)
- Meindert Schut (BNR Nieuwsradio)
- Maaike Snoeijer (ANP, Qmusic, Radio 538, Sky Radio)
- Liselot Thomassen (NPO Radio 2)
- Bart Tuinman (NOS Jeugdjournaal)
- Lieke Veld (NPO 3FM , Qmusic)
- Sophie Verhoeven (NOS Journaal , NPO Radio 1)
- Jurryt van de Vooren (NPO Radio 1)
- Saskia Weerstand (NPO 3FM)
- Clara van de Wiel (NRC Handelsblad)
- Carl-Johan de Zwart (NPO Radio 1)
- Hannelore Zwitserlood (Radio 538)

Andere bekende medewerkers van AmsterdamFM:
- Haroon Ali
- Thierry Baudet [1]
- Frans van der Beek
- Linda Duits
- Theo van Gogh
- Boris van der Ham
- Bert Hana
- Irene Kuiper
- Jim Jansen
- Frénk van der Linden
- Constant Meijers (OOR)
- Lars Oostveen (MTV)
- Mathilde Santing
- Owen Schumacher
- Bas van Teylingen